# 大眼银汉鱼
大眼银汉鱼（学名：Allanetta forskali）为银汉鱼科银汉鱼属的鱼类。分布于菲律宾、红海及南美洲以及南海等海域。

## 扩展阅读
維基物種上的相關：大眼银汉鱼